# Wojciech Bloch
Wojciech Bloch herbu Ogończyk w źródłach niemieckich występuje też jako Albrecht Block (ur. 5 marca 1774, zm. 21 listopada 1847 w Carolath, dzisiejsze Siedlisko koło Bytomia Odrzańskiego) – polski szlachcic, uznawany za prekursora polskiej pracy organicznej i agrokultury.

## Życiorys
Pochodził z zubożałej, polskiej rodziny szlacheckiej, wywodzącej się z ziemi dobrzyńskiej. Rozpoczął swoją karierę jako pisarz ziemski i już w 1793 roku został administratorem różnych majątków ziemskich na Śląsku. W roku 1800 wydzierżawił, a w 1806 roku zakupił własny majątek ziemski w Schierau koło Chojnowa, (dawniej Haynau). Na terenie swojego majątku założył akademię rolniczą, (istniejącą do 1838 roku), gdzie propagował teorię tzw. "racjonalnej agrykultury" Albrechta Thaersa. Udoskonalił, między innymi, metody karmienia owiec i fertylizacji gleby a także wynalazł nowy sposób mierzenia żyta. Był autorem kilku prac naukowych na ten temat, pisanych po niemiecku i przekładanych na język polski. Uznawany jest za prekursora polskiej pracy organicznej i agrokultury. Z jego doświadczeń i wiedzy, czerpali między innymi, gen. Dezydery Chłapowski z Turwi i gen. Ignacy Prądzyński.
W roku 1835 mianowany został Dyrektorem królewsko-pruskiego Towarzystwa Kredytowego Śląskiego i królewskim radca ekonomicznym stanu. W 1837 zorganizował pierwszy zjazd niemieckich rolników. Był kawalerem orderu Czerwonego Orła IV klasy.

Od 1838 roku, został generalnym administratorem majątków książąt von Schoenheim-Karolath, uznawanych za najbogatszych i największych właścicieli ziemskich na Śląsku. Zmarł na zamku Schoenheimow w Siedlisku w 1847.